# Aspidomorphus
Genre
Aspidomorphus est un genre de serpents de la famille des Elapidae.

## Répartition
Les 3 espèces de ce genre se rencontrent dans les eaux autour de la Nouvelle-Guinée en Indonésie et en Papouasie-Nouvelle-Guinée.

## Description
Ce sont des serpents marins.

## Liste des espèces
Selon The Reptile Database (24 avril 2014) :
- Aspidomorphus lineaticollis (Werner, 1903)
- Aspidomorphus muelleri (Schlegel, 1837)
- Aspidomorphus schlegelii (Günther, 1872)

## Publication originale
- Fitzinger, 1843 : Systema Reptilium, fasciculus primus, Amblyglossae. Braumüller et Seidel, Wien, p. 1-106 (texte intégral).